# Lev farligt
Lev farligt är en svensk dramafilm från 1944, i regi av Lauritz Falk. Filmen bygger på romanen Lev farligt av Axel Kielland, som utgavs 1943.

## Handling
Iben Holt bestämmer sig för att gå med i motståndsrörelsen i ett ockuperat land.

## Om filmen
Lev farligt hade Sverigepremiär den 3 april 1944. 

## Rollista i urval
- Lauritz Falk - Iben Holt
- Irma Christenson - Inger Berg (Peter)
- Elof Ahrle - Rödluvan
- Stig Järrel - Otto Frank, stadspolis
- Gunnar Björnstrand - doktor Hahn
- Marianne Aminoff - Marion
- Ernst Eklund - professor Fors
- Torsten Winge - Jacob
- Börje Mellvig - doktor Fritz Lenner
- Rune Halvarsson - Johnny, bartendern
- Olle Hilding - Olof
- Helge Mauritz - lokförare
- Erik Hell - sabotören
- Erik Strandmark - korpralen på tåget